# 滇蜀无心菜
滇蜀无心菜（学名：Arenaria dimorphotricha）为石竹科无心菜属的植物，是中国的特有植物。分布在中国大陆的云南、四川等地，生长于海拔2,800米至3,900米的地区，多生于亚高山云杉林混交林下、林缘、山坡草地以及灌丛中，目前尚未由人工引种栽培。